# Orlov Most (metropolitana di Sofia)
Orlov Most è una stazione della linea M3 della metropolitana di Sofia. È un'importante stazione di scambio e permette l'accesso a quella di Kliment Ohridski delle linee M1 e M4.

## Storia
La stazione è stata attivata il 26 agosto 2020.

## Strutture e impianti
La stazione, progettata dall'architetto Konstantin Kosev, è sotterranea ed è dotata di 2 binari, serviti da altrettante banchine.

## Servizi
La stazione ha 13 uscite ed è dotata di ascensori per le persone a mobilità ridotta.
- Biglietteria

## Interscambi
Nelle vicinanze della stazione effettuano fermata alcune linee urbane di superficie automobilistiche.
- Fermata autobus (linee 9, 72, 75, 76, 84, 94, 184, 204, 213, 280, 304, 505, 604)[3]
- Fermata metro (Kliment Ohridski)